# Европейска комисия за Източна Румелия
Европейската комисия за Източна Румелия е колективен орган на Великите сили, учреден съгласно член 18 от Берлинския договор със задачата да определи устройството и регламента за самоуправление на новообразуваната османска провинция в Южна България. Резултат от дейността ѝ е Органическият устав на Източна Румелия, издаден на 14 април 1879 година.

## Учредяване
Комисията е свикана в Цариград на 18 септември 1878 година в състав от представители на силите-гаранти за изпълнението на Берлинския договор и на сюзерена на Източна Румелия – султан Абдулхамид II:
| страна           | представители                          | длъжност                                    |
| ---------------- | -------------------------------------- | ------------------------------------------- |
| Османска империя | Асим паша Абро ефенди                  |                                             |
| Русия            | Александър Шепелев Алексей Церетелев   | бивш пловдивски губернатор консул в Пловдив |
| Великобритания   | Хенри Дръмонд Уолф лорд Донъгмър       |                                             |
| Австро-Унгария   | Бениамин Калай                         | депутат в унгарския парламент               |
| Франция          | Максимилиан дьо Ринг Гюстав дьо Кутули | пълномощен министър консул                  |
| Италия           | Ш. Вернони                             | от италианското посолство в Цариград        |
| Германия         | А. Брауншвайг                          | вицеконсул в Букурещ                        |

Месец след учредяването си Комисията се премества в столицата на Източна Румелия – Пловдив. Заседанията се провеждат при ротационно председателство, с право на вето на всеки делегат.

## Спорове за компетенциите
Още с учредяването на Европейската комисия турските делегати, подкрепени от английските си колеги, се опитват да ликвидират руската администрация в Източна Румелия чрез незабавно назначаване на генерал-губернатор или чрез разширяване на правомощията на европейските комисари. Руските представители блокират тази инициатива с аргумента, че Берлинският договор позволява на Комисията да се занимава единствено с изработването на Органическия устав и с финансовото управление на областта. По този начин временното руско управление в Южна България се запазва още половин година. Комисарите от западните държави се опитват да го поставят под контрол чрез назначения за финансов директор служител на Отоманската банка Адолф Шмит. Тези опити срещат на първо време (ноември 1878) пасивната съпротива от руските чиновници по места, а впоследствие и от населението под формата на демонстрации, които прерастват в масови брожения в Сливен през февруари 1879 г.
Преди комисията да пристъпи към обсъждане на бъдещата конституция на Източна Румелия, османските представители се опитват да я използват като инструмент за възстановяване на турското икономическо и политическо влияние в областта. Макар и подкрепен от Великобритания, предложеният от тях правилник за репатриране на земевладелците, прогонени по време на войната, е отхвърлен от руските власти.
От своя страна, руските представители в Европейската комисия оказват натиск върху османското правителство да ускори прокарването на управленските реформи в европейските вилаети, изисквани съгласно член 23 на Берлинския договор, но на свой ред са парирани от останалите делегати начело с представителя на Австро-Унгария.

## Изработване на устава
В дебатите за бъдещото административно и политическо устройство на Източна Румелия комисарите от икономически заинтересованите западни държави се стремят да прокарат в Органическия устав условия, които да гарантират османския суверенитет над областта и по-силни позиции на мюсюлманското и гръцкото малцинство за сметка на българското население. Те предлагат местното законодателство да подлежи задължително на утвърждаване от султана, който да назначава висшите офицери, чиновници и съдии. Освен това Дръмонд Уолф, Калай и Дьо Ринг пледират за излъчване на командните кадри на румелийската милиция от военно училище в Цариград и за задължителна служба в османската армия. С оглед състава на бъдещата администрация британският делегат настоява за запазване на турския като единствен официален език в областта.
Шепелев и Церетелев се противопоставят на тези искания с предложения за утвърждаване на българския език в администрацията, намаляване на правата на султана при подбора на държавните служители и военнослужещите и по-големи правомощия на областния парламент и изборните общински органи. Мнозинството от местното население подкрепя по-голямата автономия на Източна Румелия, като отправя ред петиции до комисията и се въоръжава в така наречените гимнастически дружества.
Резултатът от дискусиите, както е записан в обнародвания през април 1879 година устав, е по-голяма роля на румелийския генерал-губернатор в административните и военните назначения, ограничаване на дела на неизбраните депутати в Областното събрание и окръжните съвети, замяна на предлаганата санкция на султана с право на вето върху новоприетите закони и установяване на триезичие (български, турски и гръцки език) в официалната кореспонденция.
Кредиторите на Османската империя налагат своето виждане за размера на източнорумелийския данък към Високата порта. Той е определен на 240 000 турски лири годишно, въпреки усилията на руските делегати да го намалят. Аргументът, че Южна България е разорена в резултат от Априлското въстание и Руско-турската война, води само до опрощаване на задълженията на Източна Румелия за първата и съкращаването им наполовина за втората година от уреждането на областните институции.

## Край на мандата
След утвърждаването на Органическия устав от султана Великите сили се съгласяват да удължат дейността на Европейската комисия, за да подпомогнат новоназначения генерал-губернатор Алеко Богориди в първите стъпки за административното устройване на Източна Румелия. Уговорено е решенията на комисията да са задължителни за губернатора, стига да бъдат подкрепени от мнозинството комисари (и с единодушие, в случай че бъде поискано въвеждане на турски войски в областта). На практика Богориди пренебрегва част от препоръките ѝ (като, например, не допуска турски чиновници начело на пощите и телеграфа), но с други е принуден да се съобрази. Така през лятото много български земеделци са прогонени от земите, които са взели от турските бейове в края на руско-турската война, а други са принудени отново да плащат изполица.
Европейската комисия се саморазпуска през септември 1879, малко преди изборите за първото Областно събрание.